# Suzuki TS 250 X
Die Suzuki TS 250 X (SJ11D) ist ein Motorrad der Enduro-Klasse mit Einzylindermotor, das von der japanischen Firma Suzuki von 1985 bis 1989 gebaut wurde.

## Technische Daten

### Motor
Der Motor ist ein flüssigkeitsgekühlter Einzylinder-Zweitakt-Motor mit einem Hubraum von 246 cm³, resultierend aus 70,0 mm Bohrung und 64,8 mm Kolbenhub. Er leistet 20 kW (27 PS) bei 8.200/min. Das maximale Drehmoment von 26,5 Nm liegt bei 6500/min an. Ein Vergaser Mikuni VM 34SS
liefert das Kraftstoff-Luft-Gemisch. Die Verdichtung des Motors ist 7,4:1.

### Kraftübertragung und Getriebe
Das Getriebe hat 5 Gänge. Das Hinterrad wird durch eine Rollenkette angetrieben.

### Bremsen und Fahrwerk
Vorne verzögert eine Scheibenbremse mit einem Durchmesser von 240 mm, das Hinterrad wird durch eine Trommelbremse mit 120 mm Durchmesser verzögert. Motor und Getriebe hängen in einem Einrohrrahmen, vorne federt eine Teleskopgabel mit 250 mm Federweg, hinten ein Zentralfederbein mit 266 mm Federweg.

### Weitere Daten
Der Tank fasst 12 Liter. Die Reifengröße vorne ist 3.00 -21 4PR, hinten 130/80-17 65P.
Die Höchstgeschwindigkeit wird mit ca. 130 km/h angegeben. Das Gewicht ist 123 kg.

## Bewertung
Mehr noch als ihre Vorgänger war die TS 250 X ein straßenzugelassenes Motocross-Gerät mit gewaltigen Federwegen und aggressivem Zweitaktmotor. Der neu entwickelte Einzylinder verfügte über Wasserkühlung und ein Reed-Ventil samt Auslaßsteuersystem, das im unteren Drehzahlbereich für mehr Drehmoment sorgen sollte. (Reed-Ventil: Einlass-Membran aus mit Kohlenstofffasern verstärktem Kunststoff)